# Autoroute AP-37 (Espagne)
L'Autoroute AP-37 est une autoroute payante en projet qui relie l'AP-7 à hauteur de Carral dans province d'Alicante à Alquerias dans la région de Murcie.
C'est une autoroute qui va être construite pour décharger l'A-7 entre Alicante et Murcie.
En effet jusqu'à présent l'A-7 regroupe tous les trafics (locaux, nationaux et internationaux) entre ces deux villes étant donné les échanges importants qui existent entre ces deux provinces. Elle permet donc de donner une alternative aux automobilistes en provenance de Murcie et à destination de la province d'Alicante.
Elle va permettre d'absorber 20 % du trafic à destination de Murcie
L'AP-37 est gérée par la société Ausur.

## Tracé
- Elle commence au sud de Crevillente après l'intersection entre l'A-7 (Barcelone - Algésiras) et la AP-7 (Le Perthus - Vera) en direction de Cartagène.
- Elle contourne Orihuela par le sud avant de prolonger la MU-30 (Autovia del Regueron) où elle va croiser la rocade Est entre Santomera et Regueron ainsi que l'Autoroute Santomera - San Javier dans l'agglomération de Murcie

## Sorties
Les sorties ne sont pas complètes car c'est une autoroute en projet et donc il y a seulement les principales intersections.
| Sorties | Villes |                  |
| ------- | --- | ---------------- |
|         | Alicante - Elche - Valence Torrevieja - Carthagène                                                                                             | AP-7             |
|         | Orihuela - Torrevieja Guardamar CV-91 | CV-95            |
|         | Santomera - Yecla - Valence RM-414 San Javier - Aéroport de Murcie-San Javier Alcantarilla - Murcie Sud - Murcie-Avenida de la Region Murciana | RM-30 RM-1 MU-30 |